# Nickelage chimique

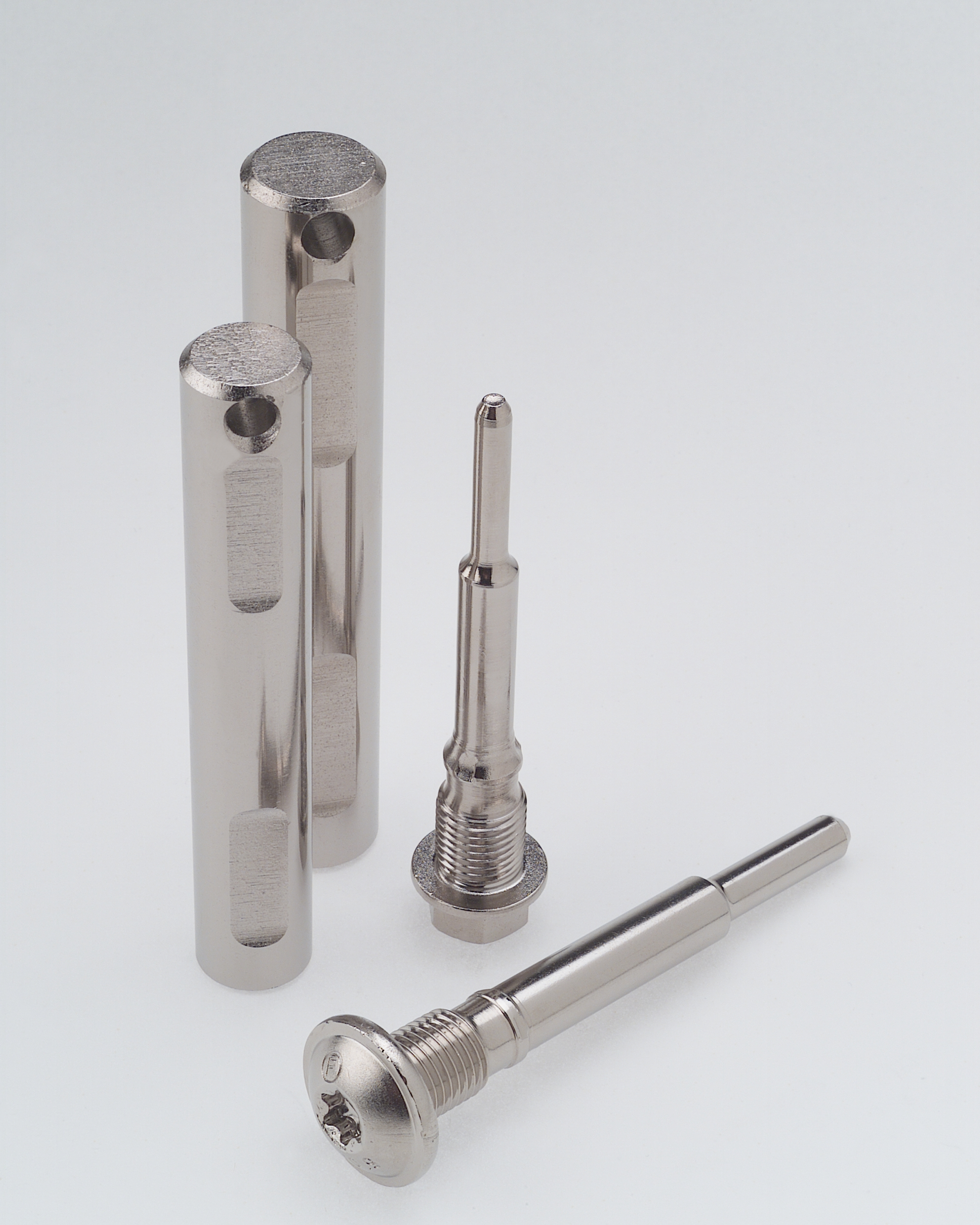
Pièces nickelées ayant subies un nickelage chimique

Le nickelage chimique est un procédé chimique de dépôt de nickel allié au phosphore ou au bore, obtenu sans aucune source extérieure de courant. Cette technique est utilisée pour protéger des pièces de la corrosion.  Il ne faut pas confondre cette technique avec le nickelage électrolytique. 

## Préparation
Un bain de nickelage chimique contient obligatoirement un oxyde de nickel et un réducteur en équilibre (métastable). Les réducteurs possibles sont l'hypophosphite, le borohydride de sodium, le diméthylamine borane ou l'hydrazine. En contact avec un catalyseur (rôle joué par la pièce à traiter) le nickel se réduit à sa surface et la forme réduite s'oxyde pour former une forme oxydée. En outre le bain comporte de nombreux autres "ingrédients" tels que des accélérateurs, des stabilisants, des complexants, des agents mouillants…
Il est souvent nécessaire de préparer la surface en la nettoyant et en l'activant avant le nickelage pour favoriser le dépôt. Par exemple, une pièce en aluminium doit être préalablement zingué. Les étapes de préparations ne sont pas les mêmes s'il s'agit de matériau métallique ou non-métallique (céramique, plastique).

## Propriété

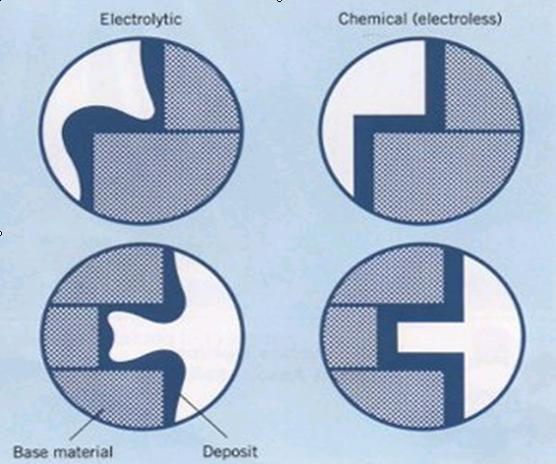
Comparaison entre un dépôt électrolytique (gauche) et d'un dépôt chimique (droite)

Le revêtement obtenu par nickelage chimique possède diverses qualités (dureté, résistances à l'usure, au frottement, à l'abrasion, à la corrosion…), supérieures à celles des dépôts électrolytiques classiques, la principale étant la répartition quasi parfaite (absence de lignes de courant) du dépôt. 
Le nickel est un métal ferromagnétique mais il est possible de rendre le dépôt amagnétique si le taux de phosphore dépasse les 11%.  

## Domaine d'application
On retrouve principalement l'utilisation du nickelage chimique dans ces diverses industries : l'aéronautique, l'automobile, la chimie, le pétrole, l'alimentaire, l'extraction minière, l'armement. 
Le nickelage chimique est aussi très souvent utilisé sur les disques durs pour déposer une couche dure non-magnétique.